# Galium pomeranicum
Galium pomeranicum är en måreväxtart som beskrevs av Anders Jahan Retzius. Galium pomeranicum ingår i släktet måror, och familjen måreväxter. Inga underarter finns listade i Catalogue of Life.